# Manczo
Manczo (bułg. Манчо) – szczyt pasma górskiego Riła, w Bułgarii, o wysokości 2771 m n.p.m.